# Hemiplegi
Hemiplegi är en ensidig förlamning, som bland annat kan uppstå vid stroke på ena av hjärnans hemisfärer i den del pyramidbanorna projicerar, så att alla motorbanor från den kroppshalvan skärs av. Eftersom pyramidbanorna korsar medellinjen i höjd med förlängda märgen, det vill säga korsar från höger till vänster sida, kommer en skada på höger sida att ge upphov till en förlamning på vänster kroppshalva. Beroende på orsak till skadan, kan pyramidbanan förstöras helt eller delvis. Är bara delar av pyramidbanan från en hemisfär skadad har man kvar viss rörelseförmåga med nedsatt styrka, vilket kallas för hemipares.

## Orsaker
- Vaskulära: brusten artärbråck, stroke, diabetesneuropati
- Infektion: encefalit, meningit, varbölder
- Neoplastiska processer: gliom
- Demyelinering: disseminerad skleros
- Trauma: cerebrallaceration, subduralhematom/subdural blödning
- Medfödd: cerebral pares
- Disseminerad: multipel skleros